# Apa grea și Râmnicu Vâlcea
Apa grea s-a fabricat pentru prima dată în România la Uzina G Râmnicu Vâlcea la 9 august 1976(1). Data de 9 august 1976 marchează un moment de referință în istoria științifică a României. În această zi, România a reușit să obțină primul gram de apă grea, realizând o performanță remarcabilă în domeniul cercetării nucleare. Apa grea are o semnificație importantă în știință și industrie , conține atomi de deuteriu în loc de atomii de hidrogen obișnuiți.
Uzina G a avut ca obiectiv principal experimentarea procesului de fabricare a apei grele, un component esențial în domeniul reactorilor nucleari. Uzina a devenit un centru de excelență în cercetarea și producția apei grele, contribuind astfel la dezvoltarea capacităților energetice ale României.
ȘCOALA de la Uzina G care a format mulți cercetători și doctori în științe este creația Academicianului Marius Peculea. A fost organizată într-un mod aparte (diferit față de cel practicat în învățământul universitar), Dorel-Mihai Constantinescu a avut șansa să fie primul absolvent de facultate angajat al acestei uzine și să fie primul doctor în fabricarea apei grele(2).
Organizarea activității Uzinei G s-a desfășurat prin mai multe compartimente, tehnologie,calcul,laborator de analize,inginerie.Unul din ele fiind Laboratorul Calcul. Acesta avea ca arie de cuprindere preluarea și stocarea datelor fizico-chimice din instalații și din laboratoarele de analize; realiza studii de transfer de masă și căldură în vederea elaborării modelelor de calcul aferente conducerii offline a instalațiilor biterme și de distilare în timp real, dar și modele de calcul în vederea optimizării capacității de producție; prelucrări statistice  de date experimentale în scopul determinărilor și măsurătorilor în domenii greu accesibile.
Principalele provocări în gestionarea Uzinei G din România, care a fost un centru de producție a apei grele si proiectare a unui combinat de producere a apei grele, au fost legate de complexitatea tehnologică, necesitatea de a menține standarde înalte de siguranță și securitate, precum și gestionarea resurselor financiare și umane.
Bibliografie
1.Marius Peculea,Apa grea-procese industriale de separare,1984.
2.Dorel-Mihai Constantinescu,Povestea apei grele la Râmnicu Vâlcea,2023.